# Лебедев, Александр Георгиевич
Алекса́ндр Гео́ргиевич Ле́бедев (бел. Аляксандр Георгіевіч Лебедзеў; 14 апреля 1985, Зажевичи, Солигорский район, Минская область, БССР, СССР) — белорусский футболист, нападающий. Пожизненно дисквалификацирован за подготовку и участие в договорных матчах.

## Карьера
Воспитанник солигорской ДЮСШ, где его первым тренером был Леонид Николаевич Василенко. Профессиональную карьеру начал в 2003 году в борисовском БАТЭ, в том сезоне сыграл 1 матч за основной состав и 30 матчей за дубль, в которых забил 16 мячей. В следующем сезоне сыграл уже 13 матчей в основе, но и за дубль продолжил выступления, сыграв 18 игр, в которых забил 4 гола. В 2005 году закрепился в основном составе, за который провёл в сезоне 24 матча и забил 5 мячей в ворота соперников, кроме того, провёл 1 встречу за дубль и отметился в ней голом. В 2006 году сыграл 22 матча и забил 7 мячей за основной состав и, кроме того, провёл 5 матчей за дубль, в которых забил 2 гола. Всего за время выступлений в БАТЭ провёл 60 матчей, забил 12 мячей и стал, вместе с командой, один раз чемпионом Беларуси, дважды вице-чемпионом страны, один раз обладателем и один раз финалистом Кубка Беларуси.
В январе 2007 года перешёл в «Кубань», с которой подписал трёхлетний контракт, сумма трансфера составила 130 тысяч евро. В составе «Кубани» дебютировал 9 июня 2007 года, выйдя на замену Шамилю Асильдарову на 46-й минуте матча 12-го тура против самарских «Крыльев». Всего провёл в том сезоне за «Кубань» 4 матча в Премьер-лиге и 21 матч за дублирующий состав клуба, в которых забил 6 мячей. В начале 2008 года участвовал в предсезонных сборах «Кубани», однако затем перешёл на правах аренды до конца сезона в минское «Динамо».
В сезоне 2008 года провёл в составе «Динамо» 30 матчей в чемпионате, в которых забил 9 мячей и отдал 4 голевых передачи, 6 матчей в Кубке, в которых забил 1 гол и 2 матча за дублирующий состав. В составе команды стал вице-чемпионом Беларуси в том сезоне. В марте 2009 года, после расторжения по обоюдному согласию контракта с «Кубанью», Александр подписал с «Динамо» полноценное трёхлетнее соглашение. В сезоне 2009 года команда повторила прошлогодний успех, однако сам Лебедев из-за полученной на тренировке травмы — надрыва передней мышцы бедра — потерял место в основном составе команды, всего проведя 10 матчей в чемпионате, в которых забил 1 гол и отдал 1 голевую передачу, 2 матча в Кубке страны, в которых отметился одним голевым пасом, и 4 матча в квалификационных раундах розыгрыша Лиги Европы, в котором «Динамо» не смогло преодолеть 2-й отборочный раунд.
В начале 2010 года пополнил ряды бобруйской «Белшины». Позднее выступал за брестское «Динамо» и солигорский «Шахтёр».
В первой половине 2012 года играл за «Городею», а позднее стал игроком польского «Видзева». Вскоре получил травму и, сыграв только три матча, покинул клуб. В первой половине 2013 года оставался без команды, позднее вернулся в «Городею».
В августе 2014 года подписал контракт с «Ислочью». В августе 2016 года был уволен из клуба за участие в договорных матчах.
В 2018 году пожизненно дисквалифицирован комитетом контрольно-дисциплинарным и по этическим вопросам Ассоциации «Белорусская федерация футбола» без права реабилитации за подготовку и участие в договорных матчах.

## Достижения
БАТЭ
- Чемпион Беларуси: 2006
- Вице-чемпион Беларуси (2): 2003, 2004
- Обладатель Кубка Беларуси (1): 2005/06
- Финалист Кубка Беларуси: 2004/05

«Динамо» (Минск)
- Вице-чемпион Беларуси (3): 2008, 2009, 2011